# Запоге
Запоге (словен. Zapoge) је насељено место у општини Водице, Средњесловенска регија, Словенија.

## Историја
До територијалне реорганизације у Словенији било је у саставу града Љубљане, односно старе општине Шишка .

## Становништво
У попису становништва из 2011. године, Запоге је имало 266 становника.
| Број становника према пописима | Број становника према пописима | Број становника према пописима |
| ------------------------------ | ------------------------------ | ------------------------------ |
| 1991                           | 2002                           | 2011                           |
| 199                            | 221                            | 266                            |

Напомена: Године 2009. увећан за део насеља Торово. Године 2014. извршена је мања размена територија између насеља Дорнице и Запоге.

## Галерија
- табла на улазу у насеље
- седиште Кинолошког савеза Словеније